# Ryszard Parulski
Ryszard Władysław Parulski (Varsó, 1938. március 9. – Varsó, 2017. január 10.) világbajnok, olimpiai ezüstérmes lengyel vívó.
Polgári foglalkozása ügyvéd volt. 1990 és 1992 között a Lengyel Olimpiai Bizottság alelnöke volt.

## Sportpályafutása
Mindhárom fegyvernemben versenyzett, de idővel a tőrvívásra specializálódott.